# Золоті монети Олександра I
Золоті монети Олександра I — монети Російської імперії, викарбувані з золота за часів правління Олександра I. За імператора випускалися золоті монети п'яти типів: імперіал (десять рублів), півімперіал (п'ять рублів), п'ятдесят злотих, двадцять п'ять злотих і голландський червонець російського карбування.

## Історія
За часів правління Олександра I, з 1802 по 1812 рік були проведені численні реформи, які сприяли економічному поліпшенню в країні. Також в ньому брала участь реформа Михайла Сперанського — звідомого державного діяча і помічника імператора. Вона полягала в перетворенні політичного устрою, а також у зміцненні національної валюти . Частково реалізовані реформи включали не тільки поділ влади, суспільства і уряду сенату, а також припинення випуску асигнаційних рублів і упорядкування монетної системи . Однак реформи Сперанського не були реалізовані, але проект справив значний вплив на політичний розвиток в Російській Імперії — завдяки Сперанському, в 1812 році була створена Державний Рада .
За імператора було небагато грошей, з золота карбувалися тільки 10 і 5 рублів без профільного портрета Олександра I. При імператорі у внутрішній торгівлі використовувалися мідні, срібні та золоті монети, майже всі золоті монети застосовувалися для оплати за імпортні товари в Європі . У 1808 році були випущені асигнаційні рублі на суму 477 000 000 рублів, які використовувалися для покриття дефіциту бюджету. Однак негативними факторами були знецінення валюти і фальсифікації. Надалі старі асигнації були вилучені з обігу, в результаті грошової реформи, в 1819 році були введені нові з поліпшеним захистом .

## Опис монет

### 10 рублів 1802 року
Ця монета виконана із золота 986 проби ; її діаметр становить від 26,4 до 26,9 мм, а вага дорівнює 12,17 г, чистого золота — 12,00 м Була випущена тиражем 74 015 примірників. Гурт є шнуровідним — нахил насічки вправо    .
На аверсі 10 рублів зображений герб Російської імперії початку 19 ст. — двоголовий орел, який розташовується в центрі. Відтворено хрестоподібна композиція з гербів Московського, Казанського, Сибірського і Астраханського царств. Навколо герба — чотири троянди. Круговий напис: «ДЕСЯТЬ РУБЛЕЙ 1802 ГОДА». На реверсі 10 рублів зображено напис в чотири рядки: « ГОСУДАРСТВЕННАЯ РОССІЙСКАЯ МОНЕТА». Над написом розташовується імператорська корона, під нею позначення монетного двору: «С ∙ П Б ∙». Навколо канта — лаврова і дубова гілки, зв'язані внизу стрічкою. Повноцінні імперіали при Олександрі I карбувалися штемпелями двох мінцмейстерів: Олександра Іванова та Хрістофера Лео. Внизу вказані ініціали мінцмейстера: «А ∙ І ∙» — А. Іванов    .
Крім 1802 року, дана монета карбувалася в інших роках, різновиди яких відрізняються позначенням монетного двору і ініціалами мінцмейстера  . 10 рублів 1802 року(Біткін R2 / R1): 1 — «СПБ»; 2 — «СПБ АІ». 1804 року — «СПБ ХЛ» (Біткін R1). Тираж — 72 320 примірників. 1805 року, — «СПБ ХЛ» (Біткін R1) — «СПБ ХЛ». Тираж — 55 000 примірників  .
За Олександра I існували нові звершення  — монети, карбування яких було проведено по прототипу справжньої монети справжніми або виготовленими штемпелями на монетному дворі, як правило, пізніше справжніх монет . Одними з новоділів були 10 рублів 1802 року (Біткін R4) з двома різновидами: 1 — «СПБ АІ»; «СПБ ХЛ». 10 рублів 1804 роки (Біткін R3) — «СПБ ХЛ». 10 рублів 1805 роки (Біткін R3) — «СПБ ХЛ». 10 рублів 1809 роки (Біткін R4) — «СПБ ХЛ»  .

### 5 рублів 1804—1805 років
Ця монета виконана із золота 986 проби; її діаметр становить від 26,4 до 26,9 мм, а вага дорівнює 6,08 г, чистого золота — 6,00 м Була випущена тиражем 37 000 примірників. Гурт є шнуровідним — нахил насічки вправо    .
На аверсі 5 рублів зображений герб Російської імперії початку XIX века — двоголовий орел, який розташовується в центрі. Відтворено хрестоподібна композиція з гербів Московського, Казанського, Сибірського і Астраханського царств. Навколо герба — чотири троянди. Круговий напис: «П'ЯТЬ РУБЛІВ 1804». На реверсі 5 рублів зображено напис в чотири рядки: «ГОСУДАРСТВЕННАЯ РОССІЙСКАЯ МОНЕТА». Над написом розташовується імператорська корона, під нею позначення монетного двору: «З ∙ П Б ∙». Навколо канта — лаврова і дубова гілки, пов'язані внизу стрічкою. Внизу вказані ініціали мінцмейстра: «Х ∙ Л ∙» — Х. Лео    .
Крім 1804, дана монета карбувалася в інших роках без різновидів. 5 рублів 1802 року — «СПБ» (Біткін R4). Тираж — 15 примірників. 1803 року — "СПБ ХЛ (Біткін R4). 1804 року — «СПБ ХЛ» (Біткін R1). 1805 року, — «СПБ ХЛ» (Біткін R1). Тираж — 40 545 примірників  .

Існують нові звершення 5 рублів 1802 року «СПБ АІ» (Біткін R4) , 1803 року «СПБ» (Біткін R3)  , 1804 року «СПБ ХЛ» (Біткін R3)  і 1805 року «СПБ ХЛ» (Біткін R3)    .

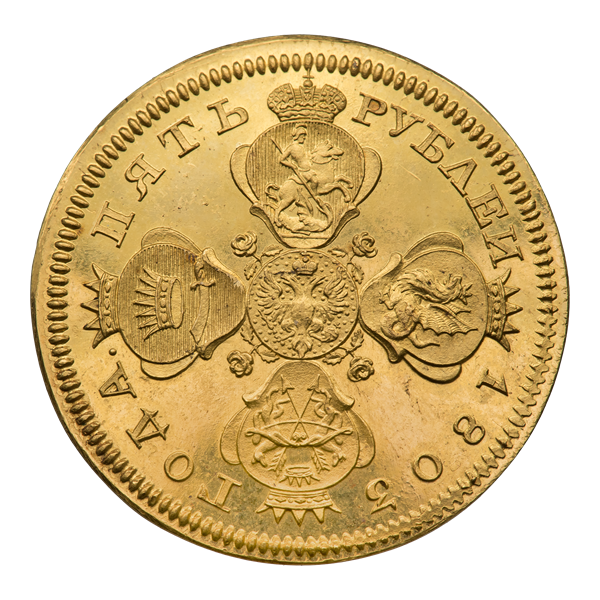
Аверс монети 1803 року без ініціалів мінцмейстра (Біткін R3)
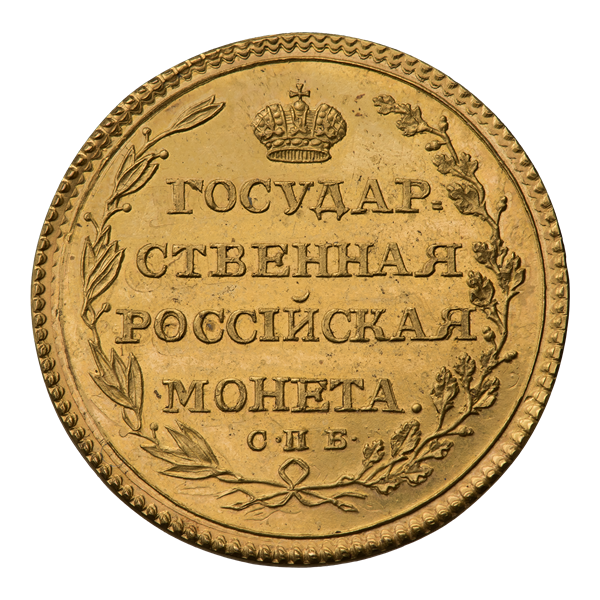
Реверс
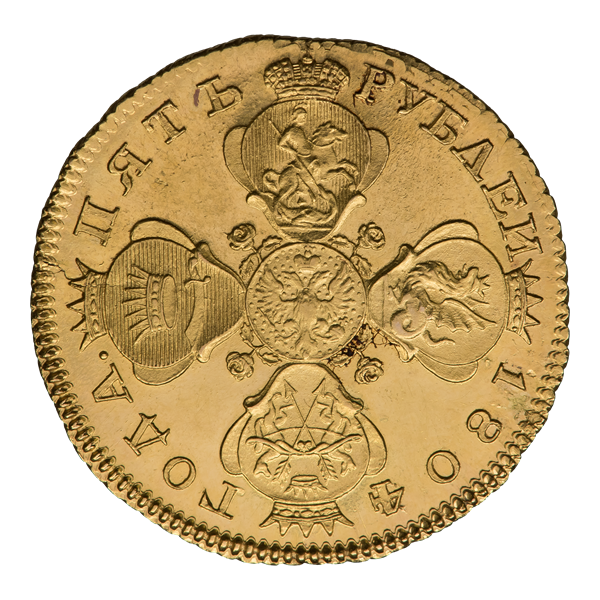
Аверс  монети 1804 року (Біткін R3)
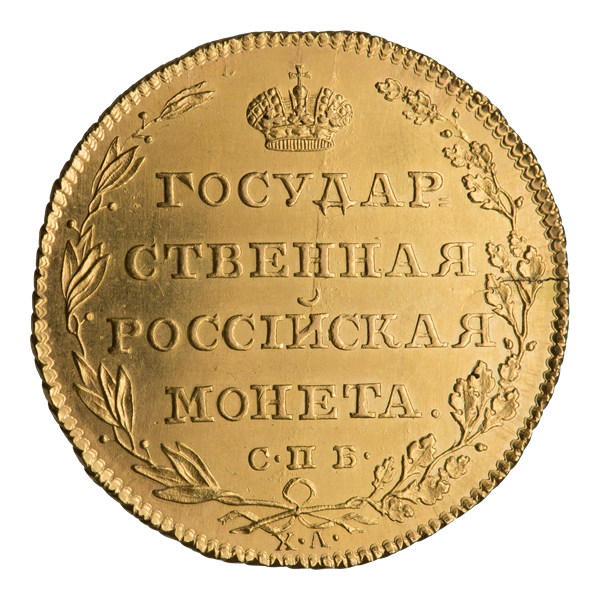
Реверс
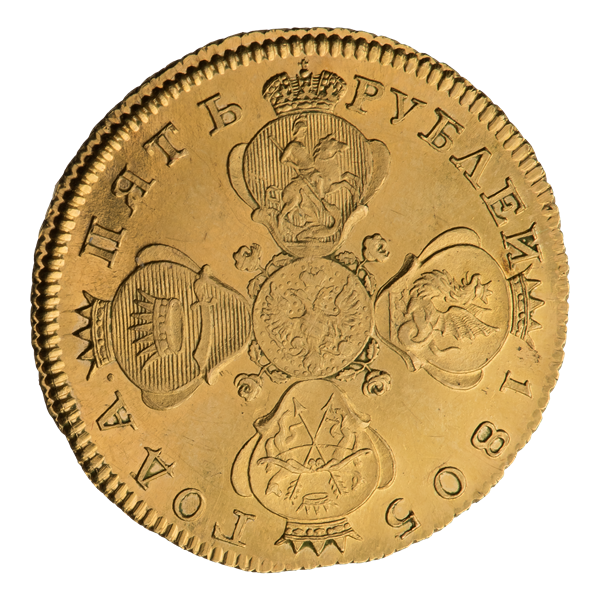
Аверс новодельних монети 1805 роки (Біткін R3)
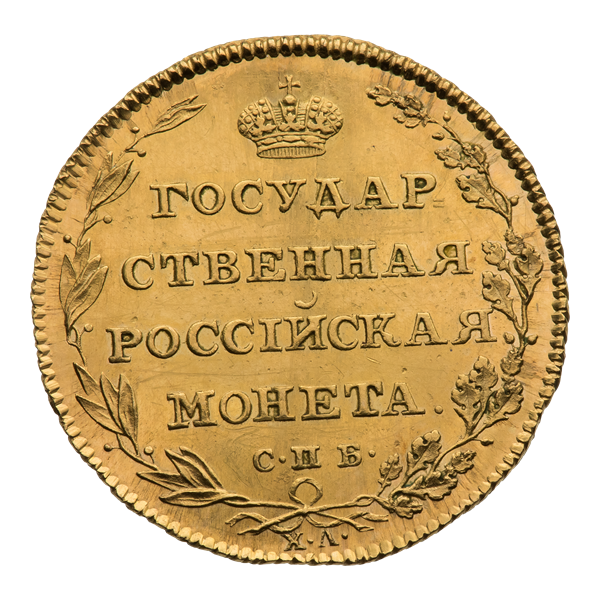
Реверс

### 5 рублів 1819—1825 років
Ця монета виконана із золота 917 проби; його діаметр становить 22,6 мм, а вага дорівнює 6,54 г, чистого золота — 6,00 м Була випущена тиражем 710 008 примірників. Гурт є пунктирним    .
На аверсі 5 рублів під імператорської короною зображений герб Російської імперії початку XIX века — двоголовий орел з опущеними крилами, на грудях якого розташовується щит з гербом Москви. У 1817 році Олександр I видає указ, згідно з яким дизайн даної монети значно змінився. У правій лапі тримає палаючий з обох кінців факел, фасції, перун зі стрілами, розвівається Андріївська стрічка, в лівій — лавровий вінок. Під орлом вказані ініціали мінцмейстерА: «М — Ф» — М. Федоров. Круговий напис: "П'ЯТЬ РУБЛІВ. 1819 ". На реверсі 5 рублів під імператорською короною зображено напис в чотири рядки: «Чистого ЗОЛОТА 1 золотн = 39 Долей ∙». Під рисою — позначення монетного двору: «З ∙ П ∙ Б ∙». Навколо канта відтворена лаврова і дубова гілки, пов'язані стрічкою    .
Крім 1819 року, дана монета карбувалася в інших роках, різновиди яких відрізняються позначенням монетного двору і ініціалами мінцмейстера. 5 рублів 1817 року — «СПБ ФГ». 1818 року — «СПБ МФ». Тираж посилання — 1 520 000 примірників. 1819 року — «СПБ МФ». Тираж — 963 145 примірників. 1822 року — «СПБ МФ» (Біткін R1). Тираж — 40 003 примірника. 1823 року — «СПБ ПС». Тираж — 440 000 примірників. 1824 року — «СПБ ПС». Тираж — 276 000 примірників. 1825 року мають два варіанти (Біткін R3 / R): 1 — «СПБ ПС»; 2 — «СПБ ПД». Тираж — 101 000 примірників  .

### П'ятдесят злотих 1817—1819 років
Ця монета виконана із золота 917 проби; її діаметр становить від 22,9 до 23,1 мм, а вага дорівнює 9,81 г, чистого золота — 8,99 м Була випущена тиражем 17 194 примірників для звернення в Царстві Польському, згідно з царським указом Олександра I від 1 грудня 1815 року. Гурт є шнуровидним   .
На аверсі п'ятдесят злотих зображений правий профільний портрет Олександра I. Круговий напис: «ALEXADER I ∙ CESARZ SA ∙ W ∙ ROS ∙ KROL POLSKI *». На реверсі п'ятдесят злотих під імператорською короною зображений герб Російської імперії початку XIX века — двоголовий орел, на грудях якого розташовується мантія. Під королівською короною відтворений щит з гербом царства Польського. У правій лапі він стискає скіпетр і меч, в лівій тримає державу . Під орлом вказані ініціали мінцмейстера: «I — B» — Jacub Benik. Внизу позначена дата: «18 — 17». Круговий напис: «* 50 ZŁOT ∙ POLSK ∙ 26 Z GRZ ∙ CZ ∙ KOL *»   .
Крім 1817 року, дана монета карбувалася в інших роках, різновиди у яких відсутні. П'ятдесят злотих 1817 року — «IB» (Біткін R1). 1818 року — «IB» (Біткін R). Тираж — 50 040 примірників. 1819 року — «IB» (Біткін R1). Тираж 19 506 — примірників  .

### Двадцять п'ять злотих 1817—1819 років
Ця монета виконана із золота 917 проби; її діаметр становить 18,9 мм, а вага дорівнює 4,91 г, чистого золота — 4,50 м Була випущена тиражем 96 164 примірників для звернення в Царстві Польському. Гурт є шнуровидним   .
На аверсі п'ятдесят злотих зображений правий профільний портрет Олександра I. Кругова напис: «ALEXADER I ∙ CESARZ SA ∙ W ∙ ROS ∙ KROL POLSKI *». На реверсі п'ятдесят злотих під імператорської короною зображений герб Російської імперії початку XIX века — двоголовий орел, на грудях якого розташовується мантія. Під королівською короною відтворений щит з гербом царства Польського. У правій лапі він стискає скіпетр і меч, в лівій тримає державу. Під орлом вказані ініціали мінцмейстер: «I — B» — Jacub Benik. Внизу позначена дата: «18 — 17». Кругова напис: «* 25 ZŁOT ∙ POLSKI ∙ 52 Z GRZ ∙ CZ ∙ KOL *»   .Ця монета виконана із золота; її діаметр становить від 20,1 до 20,4 мм, а вага дорівнює 3,41 м Була викарбувана в Санкт-Петербурзькому монетному дворі для використання в міжнародних торгових зв'язках Російської Імперії. Гурт є шнуровидним   .
На аверсі голландського червонця зображений права фігура лицаря в обладунках. У правій руці він стискає меч, в лівій тримає пучок стріл. Лицар розділяє позначену дату «18 05». Круговий напис: «CONCORDIA RES PAR • CRES: TRA». Зліва від голови лицаря розташовується герб Утрехта. На реверсі голландського червонця в червоній рамці з рослинним картушем зображено напис в п'ять рядків: «MO: ORD: PROVIN: FOEDER: BELG • AD LEG • IMP»   .
Крім 1805 року, дана монета (Біткін R) карбувалася в інших роках, різновиди у яких відсутні. Тираж 1800 року — 38 000 примірників; 1807 року — 285 750 примірників. Тираж 1818 року (Біткін R) невідомий  .